# Elle Cordova
Elle Cordova, známá také pod dřívějším uměleckým jménem Reina del Cid, je americká zpěvačka a skladatelka, vedoucí stejnojmenné folk/rockové skupiny, která dříve působila v Minneapolisu a nyní sídlí v Los Angeles. Elle je přezdívka jejího rodného jména Rachelle.

## Raný život a vzdělání
Elle Cordova se narodila 8. března 1988 ve Fargu v Severní Dakotě a v roce 2010 získala bakalářský titul z anglické literatury na Minnesotské univerzitě. Po ukončení studia pracovala Cordova jako asistentka redakce v nakladatelství University of Minnesota Press.

## Kariéra
V roce 2007 přijala Cordova umělecké jméno „Reina del Cid“ jako uživatelské jméno pro svůj kanál na YouTube jako odkaz na španělskou hrdinskou literaturu: přezdívku kytary „El Cid“ podle stejnojmenného kastilského šlechtice a jméno „Reina“, což ve španělštině znamená „královna“ nebo „královna mé kytary“.
Spolu se svou tvůrčí partnerkou a kytaristkou Toni Lindgren vydala Elle Cordova jako „Reina del Cid“ pět studiových alb: V roce 2012 vyšlo album Blueprints, plans (s podnázvem Reina del Cid & the Cidizens), v roce 2015 The Cooling, v roce 2017 Rerun City, v roce 2019 Morse Code a v roce 2022 Candy Apple Red. The Cooling a Rerun City byly nahrány v Pachyderm Studios. Písně z druhého alba se objevily na NPR  a na Baeble Music. Jejich následující singl "Death Cap" – spolu s doprovodným videoklipem, který byl natočen na Islandu – byl představen v časopise Paste.
Jako nezávislí umělci si Cordova, Lindgren a kapela získali na svém kanálu na YouTube značný počet odběratelů – k červenci 2023 jich bylo 367 000. Pravidelně vydávají originální písně a covery pro svůj videoseriál Sunday Mornings na YouTube a často jezdí na turné se zpěváky a skladateli Joshuou Lee Turnerem a Carsonem McKee.
Jejich čtvrté řadové album Morse Code bylo oficiálně vydáno 4. října 2019 koncertem v The Cedar Cultural Center v Minneapolis.
Na začátku roku 2020, těsně před pandemií covidu-19, se Cordova a Lindgren přestěhovali do Los Angeles. Jejich páté studiové album Candy Apple Red bylo oficiálně vydáno 28. dubna 2022 koncertem v Turf Clubu v St. Paul. 
V červenci 2023 se Elle Cordova „znovupředstavila“ z „Reina del Cid“ na Elle Cordova, aby tak reflektovala nové „písně a básně, které jsou osobnější než kdykoli předtím“. Pod tímto jménem byl spuštěn nový kanál na YouTube a kanál Reina del Cid byl přejmenován na „Sunday Mornings HQ“, kde Cordova a Lindgren nadále každý týden zveřejňují coververze a originály. Nové album kapely bude vydávat Elle Cordova, zatímco předchozí materiál si ponechá přezdívku Reina del Cid.

## Členové kapely
- Elle Cordova – zpěv a rytmická kytara
- Toni Lindgren – sólová kytara a doprovodné vokály
- Andrew Foreman – baskytara
- Nate Babbs – bicí
- Zach Schmidt – bicí (2014–2018)

## Diskografie
- Blueprints, plans – vydáno 15. září 2012 (Připisuje se Reině del Cid & the Cidizens)
- The Cooling – vydáno 16. června 2015
- Rerun City – vydáno 8. prosince 2017
- Morse code – vydáno 4. října 2019
- Candy Apple Red – vydáno 28. dubna 2022